# Frétigny
Frétigny is een plaats en voormalige gemeente in het Franse departement Eure-et-Loir in de regio Centre-Val de Loire en telt 477 inwoners (2005). De plaats maakt deel uit van het arrondissement Nogent-le-Rotrou.

## Geschiedenis
Frétigny is op 1 januari 2019 gefuseerd met de gemeente Saint-Denis-d'Authou tot de gemeente Saintigny. 

## Geografie
De oppervlakte van Frétigny bedraagt 23,0 km², de bevolkingsdichtheid is 20,7 inwoners per km².
De onderstaande kaart toont de ligging van Frétigny met de belangrijkste infrastructuur en aangrenzende gemeenten.

## Demografie
Onderstaande figuur toont het verloop van het inwonertal (bron: INSEE-tellingen).